# 伍长春
伍长春（1948年3月—），中华人民共和国政治人物，籍贯湖南耒阳，中国共产党籍，曾担任中共醴陵市委书记、株洲市人大常委会副主任等职务。

## 生平
伍长春生于湖南省耒阳县（今耒阳市蔡子池街道办事处聂洲村），早年曾在醴陵县水口山林场、醴陵市农业局任职，出任醴陵市农业局副局长、局长，1989年升任醴陵市人民政府副市长，1996年再度升任中共醴陵市委副书记、市长。
1997年10月，伍长春升任中共醴陵市委书记，直到2002年卸任，期间，他也兼任中共株洲市委助理巡视员。2003年，他当选为株洲市人大常委会副主任，2008年4月11日退休。